# Зоряний рік
Сидери́чний рік (зоряний рік) (лат. sideris — зоряний) — проміжок часу між двома послідовними проходженнями центром сонячного диску одного й того ж місця на екліптиці (щодо непорушних зір).
Т* ~ 365,256363 сонячних діб ~ 365 діб 6 год 9 хв 9,5 с.
Сидеричний рік дорівнює періоду обертання Землі навколо Сонця (щодо зір).
Для небесних тіл, що рухаються навколо Сонця (таких як планети чи астероїди), сидеричний рік — це їх орбітальний період.
Слід зауважити, що для календарів основою відліку зазвичай є тропічний рік, який через прецесію земної осі коротший від сидеричного року приблизно на 20 хвилин.